# Бивил
Бивил (фр. Biville) насеље је и општина у северној Француској у региону Доња Нормандија, у департману Манш која припада префектури Cherbourg.
По подацима из 2011. године у општини је живело 572 становника, а густина насељености је износила 65,75 становника/km². Општина се простире на површини од 8,7 km². Налази се на средњој надморској висини од 125 метара (максималној 179 m, а минималној 2 m).

## Демографија
| 1962. | 1968. | 1975. | 1982. | 1990. | 1999. | 2011. |
| ----- | ----- | ----- | ----- | ----- | ----- | ----- |
| 213   | 221   | 223   | 245   | 364   | 415   | 572   |

График промене броја становника у току последњих година